# Norma statystyczna
Norma statystyczna – przedział utworzony na podstawie średniej arytmetycznej, do której dodajemy i odejmujemy wartość jednego odchylenia standardowego.